# Heerlijkheid Ter Hagen
De heerlijkheid ter Hagen was tussen 1365 en 1795 een Vlaamse dorpsheerlijkheid, gelegen op het grondgebied van de Meense deelgemeente Rekkem in de Belgische provincie West-Vlaanderen. De dorpsgronden lagen op de oostelijke oever van de Leie op de locatie van de Oude Plaats van Rekkem waar nog steeds het kasteelhof en de van oorsprong middeleeuwse parochiekerk van Sint-Niklaas staan.

## Geschiedenis

### Voorgeschiedenis

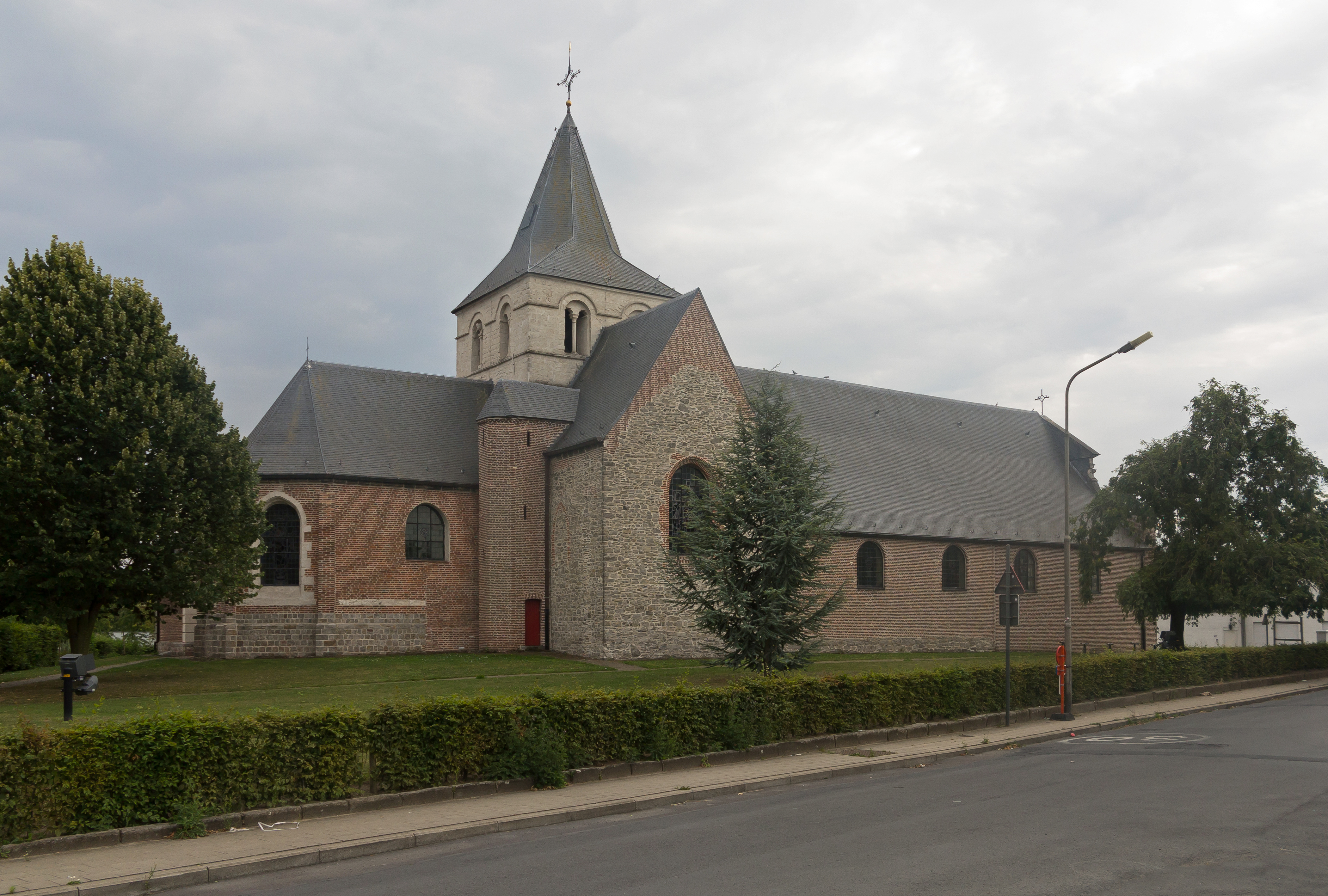
Sint-Niklaas parochiekerk

In 1163 was er reeds sprake van een ecclesia of parochiekerk te Rekkem. Dit betreft een Romaanse driebeukige kruiskerk die tot de Franse Revolutie gewijd was aan Onze-Lieve-Vrouw en nu bekend staat als de parochiekerk Sint-Niklaas. Een geschrift uit 1173 vermeldt de parochie en het dorp Recheham in een bocht van de Leie en op de plaats van het huidige Rekkem.
In 1205 is er sprake van Iohannes de Rechem de eerste bekende persoon met die naam en gelijklopende met het ontstaan van de heerlijkheid Rechem.

### Ter Hagen
Vanaf 1365 vinden we vermeldingen van ter Hagen, een heerlijkheid die onder de controle van de Roede der Dertien Parochieën van de kasselrij Kortrijk viel. Deze heerlijkheid ontstond uit de heerlijkheid Rechem die tussen 1365 en 1420 in meerdere fases werd opgesplitst. In een eerste fase ontstonden hierdoor de heerlijkheden ten Dale, Steenburg, ter Triest en ten Bulcke. Later volgde te Spaus en nog later De Drie Bunders.
Rechem en Ter Hagen vormden zeer waarschijnlijk een driesdorp met een dries of plein (wijk ten Dries) en de lokale kerk net buiten één van toegangswegen tot het plein.
Naast het leen waren er ook de achterlenen: Kerkhove, Sbruwers, Heuvelberg en het tiend van Rekkem-Ter Hagen.
In 1666 werd de toenmalige heer, Bernard de Haynin, tot baron verheven. Hierdoor ontstond een plaatselijke baronie.

#### Veeteelt
Door de eeuwen heen werden er op meerdere boerderijen schapenkuddes gehouden. In de middeleeuwen stond de wolopbrengst onder meer ten diensten van de stedelijke lakenindustrie die er dekens, kleding en tapijten van maakte. Alphonse-Marie Coulon verwijst in zijn Histoire de Reckem nog naar 5 plaatselijke kuddes in het jaar 1687.

### Nageschiedenis
Na de Franse Revolutie (1789-1799) en de Bataafse Revolutie van 1795 werden de heerlijkheden in de Nederlanden afgeschaft. De lokale heerlijkheden werden toen opnieuw samengevoegd om de gemeente Rekkem te vormen.
Vanaf 1977 maakt Rekkem deel uit van de stad Menen.

## Heren van ter Hagen

### Van Lampernissen
| Familiewapen van Lampernisse | De familie van Lampernisse - Robrecht van Lampernisse (1241-1255). Het wapen van de familie Van Lampernisse bestond uit een schild met 3 kepers zoals dit van de stad Menen. Waarschijnlijk was de familie daar langere tijd gevestigd. De van Lampernissens bezaten nog andere gronden waarvan ze een deel afstonden aan de Augustijnenabdij van Zonnebeke. |

### Van der Hage Gezeid van Halluin
| - Jan Van der Hage Gezeid van Halluin (1347-1362) gehuwd met Katelijne van Aartrijke. |

### Van der Herstraete
| - Daniel van der Herstraete - Alard van der Herstraete |

### Van den Dorpe
| - Rogier van den Dorpe, van 1365 tot 1382. - Pieter van den Dorpe, van 1382 tot c. 1402. - Jacob van den Dorpe, tot voor 1505. |

### Van Rechem
| Familiewapen Van Rechem | De familie van Rechem voor 1405. - Daniel van Rechem (1398 - c. 1441), heer van ten Bulcke, gehuwd met Anne van Massemen van Rasseghem. - Olivier van Rechem (1429 - voor 1468), gehuwd met Margareta Van den Berghe - Juliana van Rechem, gehuwd met Rogier van ten Dale |

### Van den Dale
| De familie van den Dale. - Daniel van den Dale, van c. 1468 tot c. 1502. - Jan van den Dale, van 1505 tot c. 1531 en nadien zijn broer - Willem van den Dale, van 1531 tot c. 1536. |

### Joris Coorenhuyze
| - Joris van Coorenhuyze van 1562 tot c. 1591 |

### Boudewijn de la Tramerie
| - Boudewijn de la Tramerie van 1591 tot 1593 |

### Van Haynin / de Haynin

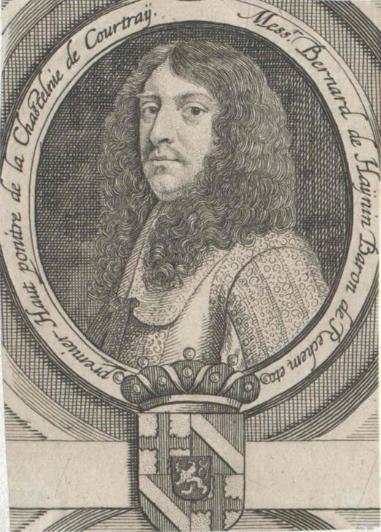
Bernard de Haynin

| Familiewapen van de Haynin · Wapen van Rekkem | de familie Van Haynin - Ridder Filips I van Haynin (? - 1623), van 1593 tot 1616, heer van de La Vallée, Wavrans en Rechem. Adelijk sedert meer dan 3 eeuwen. - Ridder Filips II van Haynin (? - c. 1649). Hij huwde in 1616 en kreeg Rechem-ter Hagen als huwelijksgeschenk van zijn vader en behield dit tot zijn overlijden in 1649. - Bernard van Haynin (? - Kortrijk, 1676) van 1649 als erfenis tot 1675. In 1666 kocht hij ook de heerlijkheid des Meurins, gelegen in Halewijn, Neuville en Rekkem van de baron van Kruishoutem. - Filips III van Haynin; broer van Bernard was geen lokale heer. - Jozef Ignaas van Haynin, zoon van Filips III werd erfganaam van oom Bernard en was heer van Ter hagen van 1676 tot 1688 en heer van Des Meurins eveneens vanaf 1676. |

### Anderen
Jan Taviel, Maria Francisca Michelle Libert en Juliaan Lodewijk Frans Bidé

## Nabijgelegen
Aalbeke, Castert, Halluin, Lauwe, Rekkem, Moeskroen, Neuville-en-Ferrain, Paradijs, Risquons-Tout, Purgatoire.